# 京都府道34号綾部美山線
京都府道34号綾部美山線（きょうとふどう34ごう あやべみやません）は、京都府綾部市から同府南丹市美山町に至る主要地方道に指定された府道である。

## 概要
京都府綾部市睦寄町大岩の京都府道51号舞鶴和知線から路線が連続し、同府南丹市美山町鶴ケ岡に至る。
市境に未開通区間があり、起点で接続する府道51号も途切れており、迂回路も存在しない盲腸線である。
市境の洞峠では、それぞれの麓の住民同士での交流が続いている。

### 路線データ

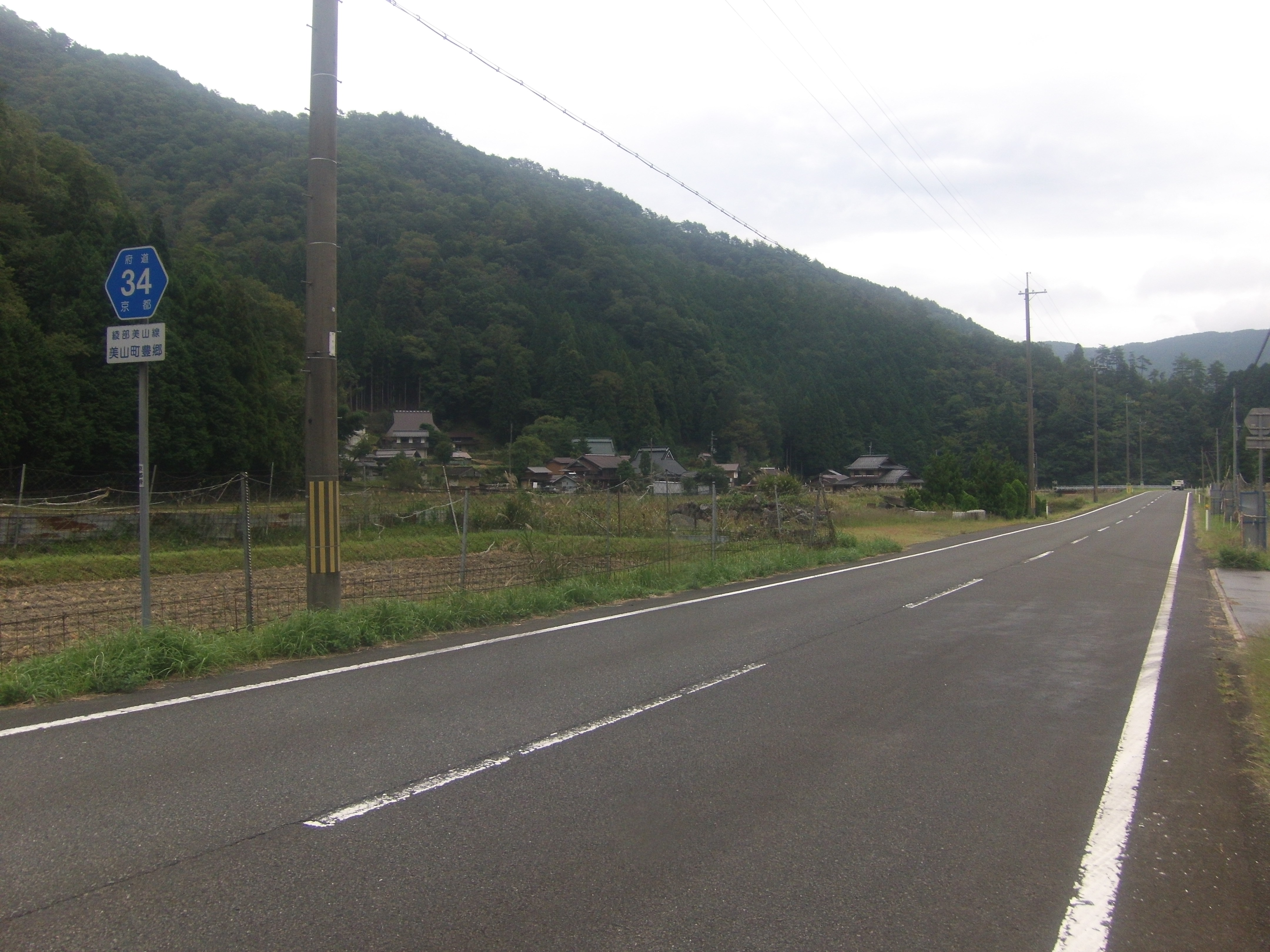
京都府道34号綾部美山線

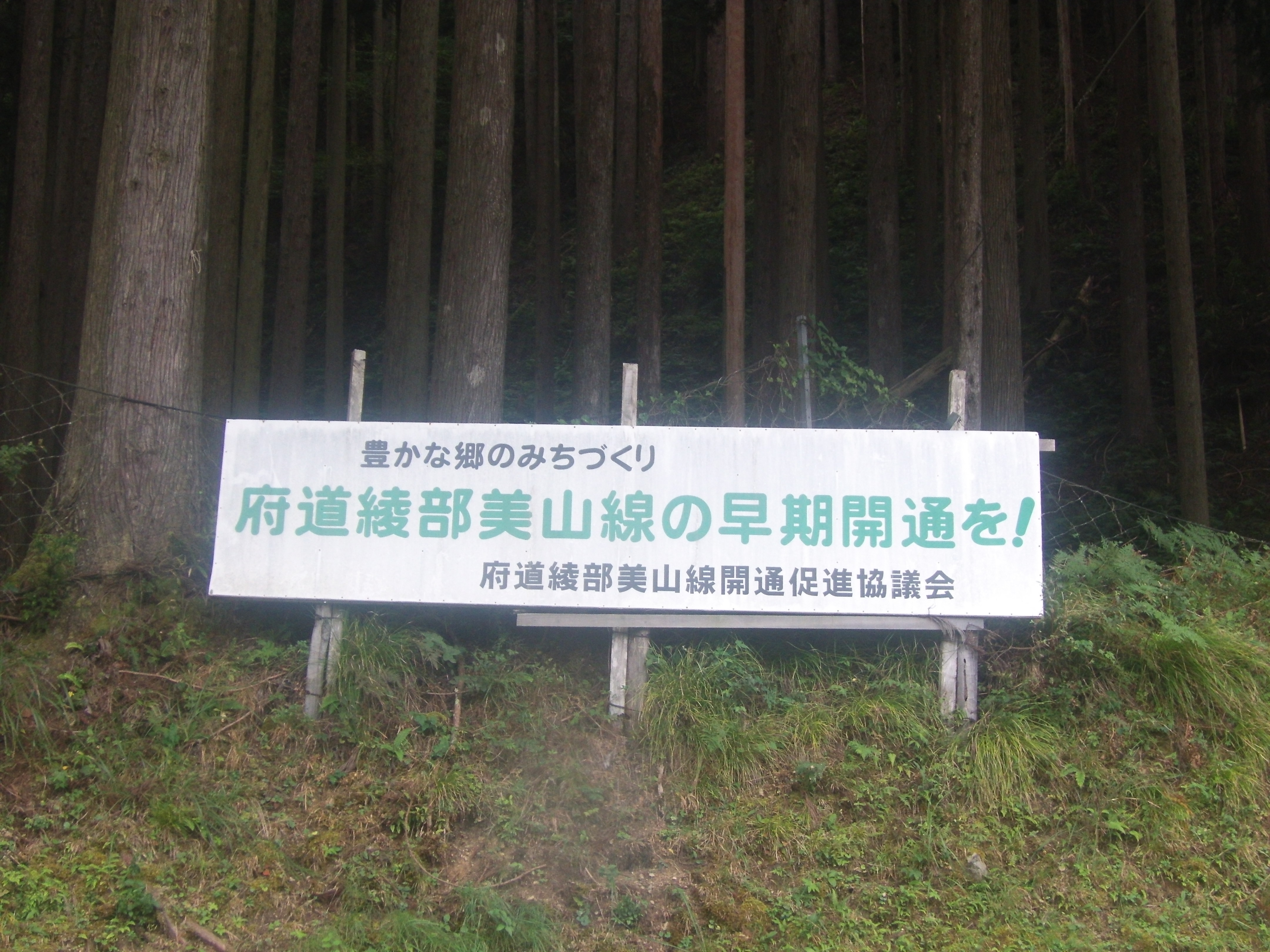
早期開通を求める看板

- 起点：綾部市[2]（京都府道51号舞鶴和知線交点）
- 終点：南丹市美山町[注釈 1][2]（国道162号交点）
- 重要な経過地：なし[2]
- 路線延長：9.8832 km（実延長）[3]

## 歴史
本路線は、道路法（昭和27年法律第180号）第7条の規定に基づいた京都府の一般府道として1959年（昭和34年）に京都府が初めて認定した282路線のうちの1つである鶴ケ岡舞鶴線の一部を前身としている。同法第56条の規定に基づき、1971年（昭和46年）の第3次主要地方道指定時に建設省が府道鶴ケ岡舞鶴線の一部を主要地方道に指定したのを受けて残部を府道大岩美山線として再編したが、1982年（昭和57年）の第5次主要地方道指定時に建設省が府道大岩美山線を綾部美山線として主要地方道に指定したのを受け、京都府が認定内容を綾部美山線に変更する形で現在に至る。

### 年表
- 1959年（昭和34年）12月18日 - 京都府が鶴ケ岡舞鶴線（北桑田郡美山町字鶴ケ岡 - 舞鶴市、整理番号：一般地方道144号）として府道路線認定[4]。
- 1971年（昭和46年）6月26日 - 建設省が府道浜福知山線の一部、府道鶴ケ岡舞鶴線の一部、府道大岩和知線、府道上杉和知線の一部をもって舞鶴和知線（舞鶴市 - 京都府船井郡和知町、重要な経過地：綾部市）として主要地方道に指定[5]。
- 1972年（昭和47年）3月28日 - 京都府が舞鶴和知線（舞鶴市 - 船井郡和知町、重要な経過地：綾部市、整理番号：主要地方道51号）として府道路線認定[6]。同日、府道鶴ケ岡舞鶴線の残部を大岩美山線（綾部市睦寄町大字大岩 - 北桑田郡美山町、整理番号：一般地方道161号）として認定し[6]、母体となった鶴ケ岡舞鶴線は廃止[7]。
- 1982年（昭和57年）4月1日 - 建設省が府道大岩美山線を綾部美山線（綾部市 - 京都府北桑田郡美山町）として主要地方道に指定[8]。
- 1983年（昭和58年）2月1日 - 京都府が府道路線を認定した告示の一部を改正し、同日まで池田亀岡線[注釈 2]に割り当てられていた主要地方道14号に綾部美山線を充て、一般地方道161号大岩美山線を削除する形で主要地方道として発効[2]。
- 1994年（平成6年）4月1日 - 京都府が路線番号を再編（路線認定の一部改正）し、整理番号を主要地方道34号に変更[9]。

## 地理

### 通過する自治体
- 京都府
  - 綾部市 - 南丹市

### 交差する道路
- 京都府道51号舞鶴和知線：綾部市睦寄町大岩
- 国道162号（周山街道）：南丹市美山町鶴ケ岡

### 沿線
- 南丹市立鶴ヶ岡小学校跡